# Earth Song
Az Earth Song Michael Jackson amerikai énekes harmadik kislemeze HIStory: Past, Present and Future, Book I című albumáról. 1995 novemberében jelent meg. A dalban blues, gospel és operaelemek keverednek.
Jackson korábban is hívta már fel a figyelmet társadalmi problémákra a dalaival – többek közt megemlítendő a We Are the World, a Man in the Mirror és a Heal the World –, de az Earth Song az első, ami kifejezetten a környezetszennyezéssel és az állatvédelemmel foglalkozik. A kritikák nagyrészt kedvezőek voltak.
A dalhoz látványos videóklip készült, melyet négy helyszínen forgattak. A klip a Föld pusztulását és újjászületését mutatja be, 1997-ben Grammy-díjra jelölték. A dal a legtöbb európai országban a slágerlista első öt helyének valamelyikét érte el; az Egyesült Királyságban, ahol 1995 karácsonyán vezette a slágerlistát, Jackson legmagasabb példányszámban elkelt kislemeze. Az Egyesült Államokban a dal nem jelent meg kislemezen.
2009-ben Jackson bejelentette, hogy egy utolsó turnéra indul. Június 24-én, egy nappal Jackson halála előtt ezt a dalt próbálták el utoljára, így az Earth Song az utolsó, amit az énekes életében előadott.

## Háttere
Jackson már korábban is gyakran írt jótékonysági célú vagy társadalmi problémákról szóló dalokat, és igyekezett hírnevét és vagyonát különféle jótékony célok elérésére felhasználni. 1985-ben Lionel Richie-vel együtt írta a We Are the World című dalt, melynek bevételeivel az afrikai és amerikai éhezőket támogatták; a kislemezből csaknem húszmillió példány kelt el. Ez volt Jackson első nagyobb jótékony cselekedete. Man in the Mirror című dalának is minden bevételét jótékony célra fordította; ez a dal arról szól, hogy ha változtatni akarunk a világon, önmagunkkal kell kezdenünk. A Heal the World Foundation, melyet 1992-ben alapított, Heal the World című daláról nevezte el. A kilencvenes évek elején összebarátkozott Ryan White AIDS-es tizenévessel, aki arról lett ismert Amerika-szerte, hogy betegsége miatt kirúgták az iskolából. White halála után Jackson segített felhívni a figyelmet az AIDS-betegek társadalmi elfogadottságának szükségességére, ami akkoriban még erős vitákat kiváltó téma volt. Bill Clintont külön megkérte elnöki beiktató ünnepségén, hogy fordítson több pénzt a HIV/AIDS-kutatásra, majd előadta a Gone Too Soon című dalt, melyben Ryan White-nak állít emléket.
Az Earth Songot Jackson Ausztriában írta egy szállodában; a produkcióban részt vett David Foster és Bill Bottrell is. Jackson szándéka az volt, hogy olyan dalt alkosson, aminek szövege mély értelmű, üzenete érzelemteli, de dallama egyszerű, hogy az egész világ vele énekelhesse, különös tekintettel a nem angol anyanyelvűekre. A dalban Jackson Istenhez fordul olyan gondokkal, mint a háború vagy a veszélyeztetett állatok.

## Fogadtatása
James Hunter, a Rolling Stone újságírója szerint „a lassú blues-operai 'Earth Song' minden nemes szándéka ellenére is felvágósnak hat”. Deepika Reddy a The Daily Collegianben azt írta, véleménye szerint a dal nem Jackson akaratából, hanem valaki más erősködése miatt került fel a végleges számlistára, hogy kelendőbb legyen az album. A San Jose Mercury News kritikája laposnak és nyavalygósnak nevezte a dalt.
A The Philadelphia Inquirer szerint a dal „gyógyító, ritmikus ballada, amely vallásos képeket idéz fel”. A The Sacramento Bee is pozitív kritikát írt róla. Michael Mehle a Rocky Mountain Newstól himnuszszerűnek és nagy erejű gospelműnek nevezte a dalt. A Ledger-Enquirer kritikája szerint az Earth Song „drámai kérdezz-felelekbe torkollik az Andrae Crouch Kórussal”. A Contra Costa Times kritikája szerint a dal „kicsit érzelgős és túlzásokba eső”, ugyanakkor elismerte, hogy nagyszabású és hatalmas sláger lesz.
Az Egyesült Királyságban ez Jackson legmagasabb példányszámban elkelt kislemeze, több mint egymillió eladott példánnyal. A slágerlista első helyén nyitott és hat hétig maradt ott; 1995 decemberében végig vezette a slágerlistát és 1996 elején is. A The Beatles huszonöt év után első új kislemezét, a Free as a Birdöt ez a dal tartotta vissza az első helytől; a bukmékerek már december elején megjósolták, hogy Jackson dala fogja vezetni a slágerlistát karácsonykor is.
A dal listavezető lett Spanyolországban és Svájcban is, és a top 5-be került majdnem minden európai országban. Németországban ez lett Jackson első listavezető dala a slágerlistán, és a legsikeresebb is, mert öt héten át állt az első helyen. Ennek köszönhetően ez a 10. legsikeresebb popdal az országban.
Az Egyesült Államokban a dal kislemezen nem jelent meg, csak a rádióknak küldték el, emiatt csak a Hot Dance Music/Club Play slágerlistára került fel. 2006-ban, mikor a Visionary: The Video Singles részeként újra megjelent, az 55. helyet érte el az Eurochart Hot 100 slágerlistán.
Jackson 1995-ben elnyerte a Genesis Awards díjkiosztón a Doris Day Music Awardot, melyet az állatok érdekében való fellépésért ítélnek oda. 2008-ban a Nigeria Exchange egy újságírója megjegyezte: „Az 'Earth Song' felhívta a világ figyelmét a Föld emberi tevékenységek következtében fellépő pusztulására”.

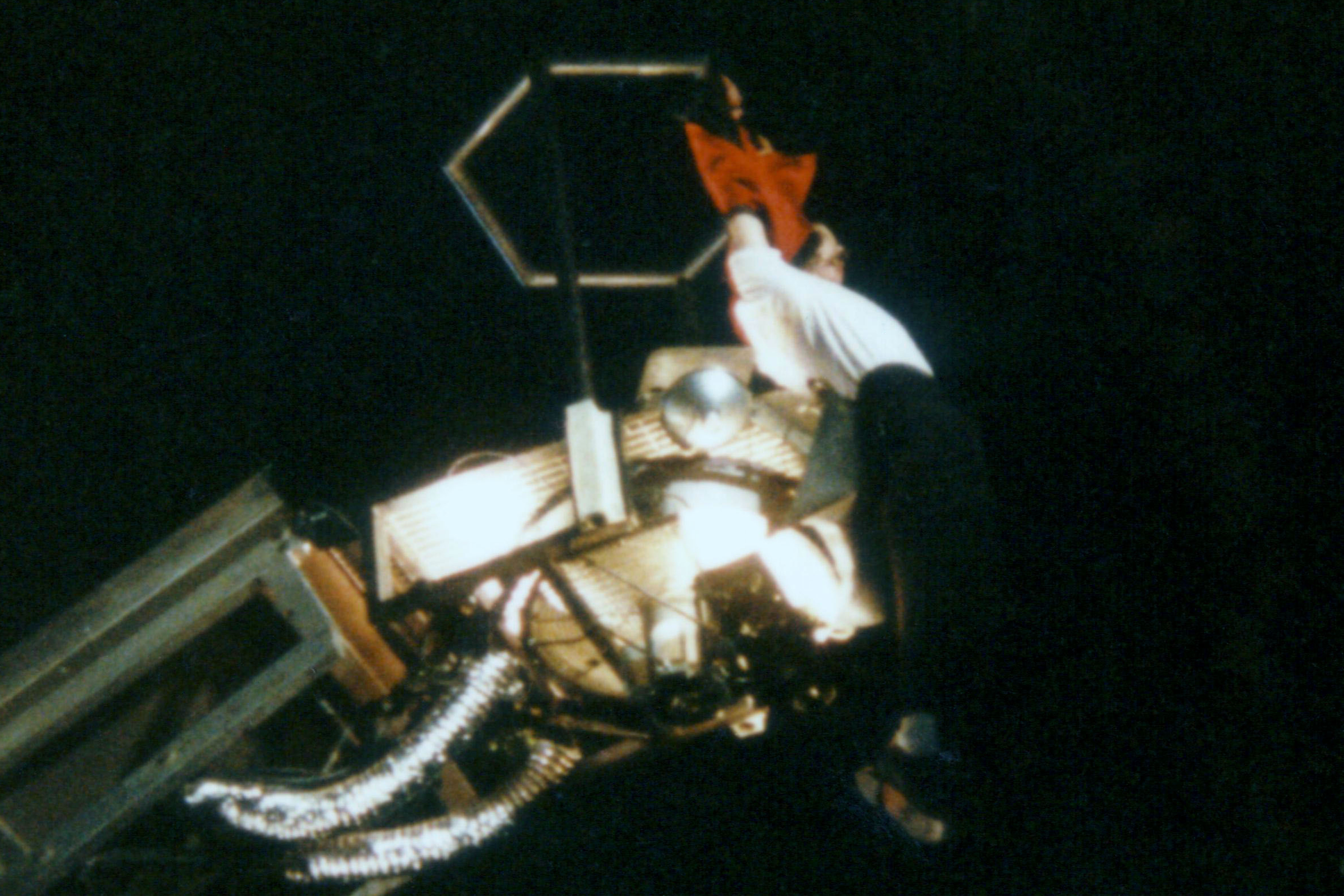
Jackson az Earth Song egyik előadásán a HIStory turnén 1997-ben. Az énekes egy daru tetejéről lóg, ahogyan azt a Brit Awardson is tette.

1996-ban Jackson előadta a dalt a BRIT Awards brit díjkiosztón, ahol megkapta az „Egy nemzedék művésze” díjat. Egy magas daruról lógva énekelt; az előző évben a német Wetten Dass tévéműsorban is ezzel lépett fel. Alatta háttérénekesek kórusa állt és többen átölelték a közéjük leereszkedő Jacksont. Az előadás végén Jarvis Cocker angol zenész, a Pulp frontembere engedély nélkül felrohant a színpadra, felemelte ingét és szellentést mímelt, majd ujjával csúnyát mutatott Jacksonnak. Cocker együttesével vett részt a díjkiosztón, őket három díjra jelölték. Cockert később a rendőrség vallatta azzal kapcsolatban, bántotta-e a Jacksonnal fellépő gyermekeket, de később szabadon engedték. Cocker később elmondta, hogy sértőnek találta az előadást, mert Jackson olyannak mutatta magát, mint Krisztus, és úgy viselkedett, mintha bármit megtehetne, mert pénze és hatalma van. Jackson gusztustalannak és gyávaságnak nevezte Cocker viselkedését. Az incidens szerepel John Street – az University of East Anglia politikaprofesszora – Politics and Popular Culture („Politika és popkultúra”) című könyvében.

„A popkultúrát nyílt, őszinte szövegként olvasni nagyon leszűkíti a jelentését, így politikai üzenetét is. Mint megjegyeztük, a szöveg jelentése azon múlik, hogyan halljuk és olvassuk. Lehetséges, hogy Michael Jackson az Earth Songot az együttérzés kifejezésének tartotta, de mások – például Jarvis Cocker – másképpen látták. Az egyik oka a különböző vélemények megjelenésének az, hogy a popkultúrabeli előadások nemcsak szövegesek, hanem gesztusokat és jelképeket, hangszíneket, pillantásokat is alkalmaznak, melyek együtt lehet, hogy mást fejeznek ki.”

## Videóklip
Az Earth Song videóklipje, melyet Nick Brandt fotográfus rendezett, sokba került, de jó fogadtatásban részesült. 1995-ben Doris Day Music Awardban részesült, 1996-ban elnyerte a Le Film Fantastique: Best Video Awardot, 1997-ben pedig Grammy-jelölést kapott legjobb rövid formátumú videóklip kategóriában. A klip témái közé az állatkínzás, az esőerdők pusztulása, a légszennyezés és a háború tartoznak. Jackson és a világ népe éneklésükkel életre keltenek egy erőt, ami meggyógyítja a világot – speciális effektusok segítségével minden a visszájára fordul, a természet újjáéled, a háború véget ér és az erdők újra kinőnek. A klip végén látható üzenet adományokat kér Jackson Heal the World alapítványának. A klipet az Egyesült Államokban nem túl gyakran játszották.
A klipet négy helyszínen forgatták. Az első egy esőerdő volt az Amazonas vidékén, melynek nagy része a klipforgatás után egy héttel elpusztult; helyi lakosok is szerepeltek a klipben. A második helyszín egy háborús övezet volt Horvátországban, itt szerepelt Slobodan Dimitrijević színész és helyi lakosok. A harmadik helyszín Tanzániában volt, itt Jackson az orvvadászatra hívta fel a figyelmet. A forgatás során nem sérültek meg állatok, a jelenetek archív felvételekből származtak; egy mérföldre a forgatás helyszínétől azonban egy orvvadász épp ekkor ölt meg egy elefántot. A negyedik helyszín a New York állambeli Warwick, ahol kukoricamezőn keltettek erdőtűzhatást a klip kedvéért.
A videóklip felkerült Jackson HIStory on Film, Volume II, Number Ones és Michael Jackson’s Vision című kiadványaira.

## Utóélete
A dalt 2005-ben Szergej Lazarev orosz énekes dolgozta fel Don’t Be Fake című albumán. Charice és Ne-Yo előadták a dalt David Foster Hitman Returns: David Foster and Friends turnéján.
A dal egy 3D-s rövidfilmmel együtt részét képezte volna Jackson This Is It koncertsorozatának, melyre az énekes halála miatt nem kerülhetett sor. Jennifer Hudson, Carrie Underwood, Smokey Robinson, Celine Dion és Usher együtt elénekelték a dalt Jackson emlékére a 2010-es Grammy-díjkiosztón a videóklippel a háttérben; a 3D kisfilmet is bemutatták a műsor keretén belül. A Target amerikai áruházlánc egy héttel a díjkiosztó előtt ingyen 3D szemüvegeket adott vásárlóinak. A díjkiosztón megjelent Jackson két idősebb gyermeke, Prince és Paris, akik elfogadtak egy díjat apjuk nevében, és rövid beszédet is mondtak. Ez volt első nyilvános szereplésük Jackson gyászszertartása – 2009. július 7. – óta.

## Dallista
| CD kislemez (Egyesült Királyság) 1. Earth Song (Radio Edit) – 5:02 2. Earth Song (Hani’s Club Experience) – 7:55 3. MJ DMC Megamix – 11:18 CD kislemez (Egyesült Királyság) 1. Earth Song (Radio Edit) – 5:02 2. Earth Song (Hani’s Radio Experience) – 3:33 3. Wanna Be Startin’ Somethin’ (Brothers in Rhytym Mix) – 7:36 4. Wanna Be Startin’ Somethin’ (Tommy D’s Main Mix) – 7:41 CD kislemez (Ausztria) 1. Earth Song (Album Version) – 6:46 2. Earth Song (Hani’s Radio Experience) – 3:33 3. Earth Song (Hani’s Around the World Experience) – 14:28 4. You Are Not Alone (Knuckluv Dub Version) – 9:40 5. MJ Megaremix – 10:33 | 12" kislemez - A#.Earth Song (Hani’s Around the World Experience) – 14:28 - B#.Wanna Be Startin Something (Brothers in Rhytym Mix) – 7:36 - B#.Wanna Be Startin Something (Tommy D’s Main Mix) – 7:41 CD kislemez (Spanyolország, promó) 1. Earth Song (Radio Edit) – 5:02 2. Greatest Hits Classic – 4:32 Visionary kislemez CD oldal 1. Earth Song (Radio Edit) – 5:02 2. Earth Song (Hani’s Club Experience) – 7:55 DVD oldal 1. Earth Song (videóklip) – 7:29 |

## Helyezések és minősítések
| Slágerlista (1995)                      | Legmagasabb helyezés |
| --------------------------------------- | -------------------- |
| Ausztrál kislemezlista                  | 1                    |
| Belga kislemezlista (Flandria)          | 1                    |
| Belga kislemezlista (Vallónia)          | 1                    |
| Brit kislemezlista                      | 1                    |
| Eurochart Hot 100                       | 1                    |
| Finn kislemezlista                      | 1                    |
| Francia kislemezlista                   | 1                    |
| Holland kislemezlista                   | 1                    |
| Német kislemezlista                     | 1                    |
| Norvég kislemezlista                    | 1                    |
| Olasz kislemezlista                     | 15                   |
| Osztrák kislemezlista                   | 1                    |
| Új-zélandi kislemezlista                | 1                    |
| Spanyol kislemezlista                   | 1                    |
| Svájci kislemezlista                    | 1                    |
| Svéd kislemezlista                      | 1                    |
| USA Billboard Hot Dance Music/Club Play | 11                   |
| Slágerlista (2009)                      | Legmagasabb helyezés |
| Brit kislemezlista                      | 33                   |
| Dán kislemezlista                       | 1                    |
| European Hot 100                        | 1                    |
| Francia digitális kislemezlista         | 20                   |
| Svájci kislemezlista                    | 4                    |
| Svéd kislemezlista                      | 44                   |

| Ország             | Minősítés       | Elkelt példányszám |
| ------------------ | --------------- | ------------------ |
| Németország        | 2× platinalemez | 1 000 000+         |
| Svájc              | Platinalemez    | 50 000+            |
| Egyesült Királyság | Platinalemez    | 1 000 000+         |